# Desirée Ndjambo
Desirée Ndjambo León (Madrid, 17 d'octubre de 1976) és una periodista esportiva espanyola, que actualment exerceix com a periodista esportiva del Telediario 2 (21:00 h), a La 1 de Televisió Espanyola. La seva família paterna és originària de Guinea Equatorial.
Llicenciada en Periodisme per la Universitat Carles III i diplomada en Treball Social per la Universitat Complutense de Madrid, va treballar com a redactora del programa Los desayunos de TVE, donant la informació meteorològica al canal 24 horas, i com a reportera del Mundial de MotoGP durant tres temporades. També va excercir de presentadora dels esports al Telediario matinal (6:30 h) abans de substituir Sergio Sauca com a presentador dels esports del Telediario 2 (21:00 h). El 2012 va presentar el programa previ i posterior al Festival de la Cançó d'Eurovisió, anomenat Destino Eurovisión.